# 6807 Brünnow
6807 Brünnow è un asteroide della fascia principale. Scoperto nel 1960, presenta un'orbita caratterizzata da un semiasse maggiore pari a 2,2809662 UA e da un'eccentricità di 0,1209597, inclinata di 4,23149° rispetto all'eclittica.
L'asteroide è dedicato all'astronomo tedesco Franz Friedrich Ernst Brünnow.